# Бензидамин
Бензидами́н — лекарственное средство, нестероидный противовоспалительный препарат, обладающий обезболивающим, жаропонижающим и противовоспалительным действием. Применяется с целью уменьшения послеоперационных и посттравматических болей и отеков, способствует заживлению ран. Препарат также используется наружно при лечении ревматических заболеваний и воспалении полости рта и горла.
При инфекционно-воспалительных заболеваниях используется только в составе комбинированной терапии.

## Показания к применению
Бензидамин, доступный преимущественно в виде жидкого средства для полоскания рта, оромукозального спрея или местного крема, чаще всего применяется в качестве местного обезболивающего и противовоспалительного средства для облегчения болезненных воспалительных состояний.
При использовании в виде жидкости для полоскания рта или спрея бензидамин может быть использован для лечения травматических состояний, возникающих после тонзиллэктомии или использования эндотрахеальной трубки, воспалительных состояний, таких как фарингит, афтозные язвы и язвы в полости рта в результате лучевой терапии, стоматологических операций и процедур, или более общие состояния, такие как боль в горле, боль в языке, воспаленные десны, язвы во рту или дискомфорт, вызванный зубными протезами.
При использовании в качестве крема для местного применения бензидамин может применяться для облегчения симптомов, связанных с болезненными воспалительными состояниями костно-мышечной системы, включая острые воспалительные расстройства, такие как миалгия и бурсит, или травматические состояния, такие как растяжения связок, деформации, ушибы, боль в мышцах, вывихи суставов, или даже последствия переломов.

## Фармакология
В отличие от других нестероидных противовоспалительных препаратов, бензидамин не ингибирует циклооксигеназу или липоксигеназу и, предположительно, не вызывает соответствующих побочных эффектов.
По данным разработчика препарата, уменьшает проницаемость капилляров, стабилизирует лизосомальные мембраны, тормозит выработку АТФ, других макроэргических соединений в процессах окислительного фосфорилирования, тормозит синтез или инактивирует простагландины, гистамин, брадикинины, цитокины, факторы комплемента и другие неспецифические эндогенные «повреждающие факторы». Блокирует взаимодействие брадикинина с тканевыми рецепторами, восстанавливает нарушенную микроциркуляцию и снижает болевую чувствительность в очаге воспаления. Влияет на таламические центры болевой чувствительности (локальная блокада синтеза PgE1, PgE2 и PgF2альфа). Анальгезирующее действие обусловлено косвенным снижением концентрации биогенных аминов, обладающих альгогенными свойствами, и увеличением порога болевой чувствительности рецепторного аппарата.
При местном применении хорошо всасывается через слизистые оболочки и быстро проникает в воспаленные ткани. Выводится почками в виде метаболитов и через кишечник.

## Рекреационное использование
Бензидамин используют для рекреации. Передозировка препарата вызывает эффект антихолинергических галлюциногенов и стимуляцию ЦНС. Подобное использование, в частности, среди подростков, распространено в Польше, Бразилии и Румынии.